# Костёр в белой ночи
«Костёр в белой ночи» — художественный фильм. Киностудия им. М. Горького, 1984. По роману Ю.Сбитнева «Пожар».

## Сюжет
Действие происходит летом 1971 года в Сибири, где вблизи посёлка Ербогачён работает геологоразведочная экспедиция под началом Ивана Копырева. Сухая и жаркая погода способствует выполнению плана, однако работы тормозит наличие вечной мерзлоты, которая препятствует буровым работам. Нарушая противопожарные правила, мастер решает использовать огонь для оттаивания мерзлоты. Однако контролировать огонь в сухую ветреную погоду оказывается невозможно, в результате чего возникает таёжный пожар.
Натурой для съёмок стали остатки леса после крупного лесного пожара, угрожавшего поселку Ербогачён в Иркутской области в 1971 году
Прототип одного из героев фильма и романа по которому снят фильм — Ручьёва — секретарь райкома Георгий Павлович Масягин.

## В ролях
- Владимир Антоник — Иван Копырев
- Галина Мунзук — Лена
- Вадим Андреев — Сергей Елфимов
- Николай Гравшин — Веня Красноштанов
- Юрий Заборовский — Виктор Петрович Хаенко
- Виктор Тарасов — Иван Иванович Ручьёв
- А. Катовщиков - Стёпа
- Вася Наговицын - Илья
- Николай Олзей-Оол — Авачан
- Александр Горбенко - Матвей Глохлов, майор милиции
- Василий Попов - Глырин
- Виталий Яковлев — геодезист
- В. Верхотуров - Верхотуров, сержант милиции
- Владимир Смирнов - тракторист
- Владимир Шихов - Саня, тракторист

## Съёмочная группа
- Автор сценария: Юрий Сбитнев
- Режиссёр: Борис Бунеев
- Оператор: Алексей Чардынин
- Композитор: Евгений Геворгян